# Dyje (district de Znojmo)
Dyje (précédemment Milfron ; en allemand : Mühlfraun) est une commune du district de Znojmo, dans la région de Moravie-du-Sud, en République tchèque. Sa population s'élevait à 492 habitants en 2020.

## Géographie
Dyje se trouve à 5 km à l'est du centre de Znojmo, à 53 km au sud-ouest de Brno et à 183 km au sud-est de Prague.
La commune est limitée par Suchohrdly au nord, par Těšetice au nord-est, par Tasovice à l'est et au sud-est, et par Znojmo au sud-ouest et à l'ouest.

## Histoire
La première mention écrite de la localité date de 1283.